# Europeiska ekonomiska samarbetsområdet
|  | Europeiska unionen |

|  | Länder som omfattas av EES-avtalet |

Europeiska ekonomiska samarbetsområdet (EES) är ett samarbete mellan Europeiska unionen och Island, Liechtenstein och Norge. Samarbetet regleras genom EES-avtalet, ett långtgående associeringsavtal som utvidgar den inre marknaden och de fyra friheterna – fri rörlighet för varor, tjänster, personer och kapital – till att, med vissa undantag, även omfatta de tre sistnämnda staterna, trots att de inte ingår i unionen. Varje europeisk stat som blir medlem av EU måste ansöka om att även ansluta sig till EES-avtalet. Utöver detta har varje europeisk stat som blir medlem av Efta, samt Schweiz, möjlighet att ansöka om att ansluta sig till avtalet.
Genom EES-avtalet har Island, Liechtenstein och Norge tillgång till den inre marknaden, till exempel kan norska företag sälja sina varor på den europeiska marknaden på samma villkor som andra europeiska företag, utan några handelsrestriktioner. I utbyte måste de tre staterna bidra finansiellt till unionens budget och införliva de rättsakter som unionens institutioner antar gällande den inre marknaden; annars kan avtalet sägas upp i enlighet med en så kallad giljotinklausul. Efta-domstolen hanterar rättsliga tvister som rör Islands, Liechtensteins och Norges fullgörande av avtalet på motsvarande sätt som Europeiska unionens domstol hanterar tvister kring unionsrätten.
EES-avtalet ger medborgare i Island, Liechtenstein och Norge vissa av de rättigheter som unionsmedborgare åtnjuter, till exempel rätten till fri rörlighet enligt rörlighetsdirektivet, medan de saknar vissa andra rättigheter, såsom rösträtt och valbarhet i val till Europaparlamentet och konsulärt skydd vid de andra medlemsstaternas konsulat i tredjeländer. Medborgare inom samarbetsområdet benämns ibland EES-medborgare, även om något formellt medborgarskap inte har inrättats genom EES-avtalet.

## Bildande
När EES-avtalet förhandlades fram var Europeiska unionen ännu inte bildad, utan kallades fortfarande de Europeiska gemenskaperna. I Europeiska frihandelssammanslutningen var även Sverige, Österrike och Finland medlemmar. EES-avtalet undertecknades av regeringarna i de dåvarande EG-länderna samt i Sverige, Österrike, Finland, Island, Liechtenstein, Norge och Schweiz den 2 maj 1992. Efter det godkändes det som lag av alla ländernas parlament under 1992, utom Schweiz. Efter en folkomröstning den 6 december 1992, där resultatet blev 50,3 procent nejröster (1 762 872 ja, 1 786 708 nej), kunde Schweiz inte bli medlem, utan i stället genomförs bilaterala avtal mellan detta land och EU. Att Schweiz skulle hålla sig utanför EES försenade planerna att låta avtalet börja gälla, EES-avtalet började gälla 1 januari 1994. 

## Länder som övergår till EU-medlemskap samt utvidgning av EU
1995 blev Sverige, Finland och Österrike medlemmar av EU och sedan dess räknar man inte länderna som EES-länder utan som EU-länder. EES-avtalet ändrades 2003 så att EES-länderna godkänner EU:s utvidgning och bidrar med en högre avgift till unionens budget. 
2007 och 2013 års nya EU-medlemmar blev inte EES-medlemmar direkt då de blev EU-medlemmar eftersom processen för det inte var genomförd i tid. Sålunda blev Rumänien och Bulgarien EES-medlemmar 1 augusti 2007, 7 månader efter EU-medlemskapet. Kroatien, som blev EU-medlem den 1 juli 2013, anslöt sig till EES genom ett anslutningsavtal som undertecknades den 11 april 2014. Avtalet trädde provisoriskt i kraft den 1 augusti 2014, i väntan på att slutligen ratificeras av alla EES-länder.

## Institutioner
EES bygger på en tvåpelarstruktur, där den ena pelaren består av Europeiska unionen och dess institutioner, och den andra pelaren består av övriga EES-stater (Island, Liechtenstein och Norge) och deras gemensamma Efta-institutioner, som avspeglar EU:s institutioner. Till exempel har Efta-staterna skapat en övervakningsmyndighet vars roll motsvarar EU-kommissionens och har till uppgift att kontrollera att Efta-länderna efterlever avtalet. På samma sätt har en Efta-domstol skapats, vars funktion motsvarar EU-domstolens och har till uppgift att utdöma påföljder för Efta-länderna om de inte fullföljer sina förpliktelser enligt avtalet. Mellan de två pelarna har ett antal olika gemensamma organ inrättats, däribland gemensamma EES-kommittén. Kommittén samlar samtliga medlemsstater i EU och EES tillsammans med Europeiska kommissionen och har till syfte att samordna lagstiftning inom EES-området. Det finns också ett särskilt EES-råd som har till uppgift att övervaka hela samarbetet.

## EES-avtalets regler
EES innebär att medlemsstaterna deltar i den inre marknaden. De får importera och exportera tullfritt. Det finns särskilda bilaterala avtal om jordbruks- och fiskeprodukter, som medger tullar, vilket avtalet tillåter. 
En grundprincip är att de fyra friheterna, fri rörlighet för varor, personer, tjänster och kapital, ska inkludera alla EES-länder.
Enligt EES-avtalet måste EES-staterna acceptera EU:s handels- och konkurrensrelaterade regler. EES-staterna har rätt att delta i förberedelsen av nya regler, dock endast utifrån, de får inte sitta med i mötena. EU-staterna beslutar själva om nya regler. EES-staterna har rätt att vägra anta nya regler. EU har dock så kallad hävningsrätt, det vill säga rätt att säga upp hela EES-avtalet om en EES-stat inte följer det. Hittills har det inte hänt att en EES-stat har vägrat att implementera en rättsakt.
Till exempel godkände Norge det kontroversiella tjänstedirektivet (att företag ganska fritt får sälja tjänster över gränserna med personer anställda i hemlandet) i november 2008. Telekommunikation är en tjänst som ingår, så att avgifter för roaming blir samma som inom EU. Rörlighetsdirektivet gäller även i Norge, Liechtenstein och Island (Schweiz omfattas inte, men tillämpar i viss utsträckning motsvarande bestämmelser genom ett bilateralt avtal med unionen), vilket ger rätt för medborgare i EU/EES/Schweiz att bosätta sig i alla dessa länder.

### Avtalets omfattning
EES-avtalet omfattar hela den inre marknaden, inklusive de fyra friheterna och de tillhörande konkurrensreglerna. Dessutom täcker avtalet konsumenträtt, bolagsrätt, miljöpolitik, socialpolitik och statistik. EES-avtalet innehåller också bestämmelser om samarbete kring forskning och teknisk utveckling, utbildning, yrkesutbildning och ungdomsfrågor, sysselsättning, turism, kultur, civilskydd och företag.
EES-avtalet omfattar däremot inte den gemensamma jordbrukspolitiken, den gemensamma fiskeripolitiken (även om EES-avtalet innehåller vissa bestämmelser om handel med jordbruks- och fiskeriprodukter), tullunionen, den gemensamma handelspolitiken, den gemensamma utrikes- och säkerhetspolitiken, området med frihet, säkerhet och rättvisa (dock ingår Island, Liechtenstein och Norge i Schengenområdet och i Dublinförordningen genom andra internationella avtal), direkt och indirekt beskattning samt Ekonomiska och monetära unionen.

### Gemensamma EES-kommittén
Genom EES-avtalet har en gemensam EES-kommitté inrättats. Den består av en företrädare för varje avtalspart. Kommittén ansvarar för att uppdatera bilagorna till EES-avtalet där de rättsakter som EES-länderna måste implementera radas upp. Varje gång en ny rättsakt håller på att antas av EU:s institutioner meddelar Europeiska kommissionen den gemensamma kommittén om detta. Kommittén måste då uppdatera EES-avtalet med hänsyn till den nya rättsakten, så att den även blir rättsligt bindande för EES-länderna som står utanför EU. Beslut i gemensamma EES-kommittén fattas genom samförstånd.

## För- och nackdelar
EES-avtalet anses jämfört med EU-medlemskap ge fördelen till Norge, Liechtenstein och Island att få vara del av den inre marknaden, handla tullfritt med EU-länderna, och ändå skydda det viktiga fisket från EU:s inflytande. EES-länderna behöver inte heller betala medlemsavgift till EU, dock en mycket mindre EES-avgift, som emellertid ökat kraftigt. Den var runt 2 miljarder NOK per år för Norge 2004-2008. Per capita betalar Norge ca 140 pund per år i bruttoavgift, vilket kan jämföras med Storbritannien som genom sina rabatt på EU-avgiften betalade ca 220 pund per invånare och år i bruttoavgift. EES-länderna får dock inte några ekonomiska bidrag, men netto i avgifter och bidrag tjänar både Norge, Island och Liechtenstein på detta jämfört med medlemskap, bland annat för att dessa länder inte har mycket jordbruk till vilket en stor del av EU-bidragen går.
Nackdelen är att EU styr i praktiken inom många områden över EES-länderna som om de vore medlemmar, trots att de inte får rösta om nya regler. Formellt sett är reglerna inte tvingande för EES-länderna, utan dessa har möjlighet att åberopa ett veto gentemot regler som de vill opponera sig mot. I praktiken är detta veto i princip oanvändbart så länge som det enskilda landet önskar att delta i EES och upprätthålla ett fungerande samarbete. EES-länderna har med andra ord små möjligheter att styra över regler som är olämpliga för dem. EU-medlemmar kan inte tvingas lämna unionen, bortsett från vissa straffåtgärder och kan därför begränsat gå runt vissa regler, medan EES-länder kan sägas upp av EU.

## Andra länder

### Schweiz
Schweiz deltog ursprungligen i förhandlingarna om EES-avtalet och avsåg att delta i samarbetet. Dock avvisades denna idé i en folkomröstning. Landet har därför istället ingått en rad bilaterala avtal – totalt över hundra stycken – med EU. Tillsammans ger dessa Schweiz liknande fördelar som EES-avtalet, dock med betydande begränsningar. Till exempel måste schweiziska medborgare ansöka om uppehållstillstånd när de bosätter sig i Sverige, till skillnad från EU- och EES-medborgare som åtnjuter uppehållsrätt. Schweiz omfattas till exempel inte av den fria rörligheten för personer, men tillämpar i viss utsträckning motsvarande bestämmelser genom ett bilateralt avtal med EU. Mellan Schweiz och övriga Efta-länder är det fri rörlighet i enlighet med Efta-konventionen. Med vissa tekniska och formella skillnader, har schweiziska medborgare samma rätt att söka jobb inom EES som EES-medborgare, och vice versa. Fri rörlighet för tjänster omfattas inte heller, vilket till exempel innebär att avgiftstaken för roamingavgifter inte omfattar Schweiz eller schweizare i EU.

### Storbritannien
Som medlem av Europeiska unionen omfattades Storbritannien av EES-avtalets bestämmelser. I enlighet med avtalet om Storbritanniens utträde ur Europeiska unionen omfattades även Storbritannien av stora delar av samarbetet under en övergångsperiod fram till och med den 31 december 2020. Sedan dess står Storbritannien helt utanför EES-avtalet.